# Neotetracus sinensis
Neotetracus sinensis — вид ссавців родини їжакових.
Цей вид зустрічається в південно-центральній частині Китаю, північній М'янмі і північному В'єтнамі. Діапазон поширення за висотою: 300—2700 м над рівнем моря.

## Морфологія
Морфометрія. Довжина голови й тіла: 101—125 мм, довжина хвоста: 43—70 мм.
Опис. Хутро м'яке, густе, досить довге. Верх оливково-коричневий, корицево-коричневий чи суміш кремово-білого з чорним. Боки, голова й шия іноді з рудим відтінком. Іноді є чорнувата смуга по середині спини. Низ червонуватий, жовтувато-сірий чи кремовий над чорною основою волосся. Хвіст тонко пофарбований дрібним волоссям. Neotetracus найбільш близький до Hylomys, від якого різниться довшим хвостом, коротшим писочком і меншими зубами.

## Спосіб життя
Полюбляє субтропічні вічнозелені ліси. Веде суворо нічний спосіб життя і пов'язаний з норами.

## Загрози та охорона
Враховуючи його широкий діапазон, навряд чи можуть бути серйозні загрози для цього виду. Присутній у багатьох природоохоронних територіях.